# Anthony Waller
Anthony Waller (Beirut, 1959) è un regista, sceneggiatore e produttore cinematografico britannico.

## Biografia
Nato a Beirut da genitori britannici e cresciuto in Inghilterra, diventa all'età di 19 anni il più giovane studente mai ammesso alla National Film and Television School. Nel 1981 il regista John Schlesinger, insignito dello Shakespeare Prize dalla Fondazione Alfred Toepfer, lo sceglie come studente a cui devolvere la relativa borsa di studio, grazie alla quale Waller frequenta l'ultimo anno di università alla Scuola di cinema di Monaco di Baviera, vincendo il primo premio a un festival internazionale delle scuole col proprio cortometraggio di laurea.
Rimasto in Germania, lavora in televisione, dirigendo nel decennio seguente oltre 200 spot pubblicitari e montando trailer cinematografici.
Esordisce nel lungometraggio col thriller Gli occhi del testimone (1995), co-produzione tedesco-anglo-russa girata a Mosca e in parte auto-finanziata dallo stesso Waller a causa al disinteresse dei molteplici studios a cui aveva sottoposto la sceneggiatura. Acquistato dalla Sony Pictures Classics in seguito alla sua anteprima al Sundance Film Festival, il film riceve plauso unanime da parte della critica e concorre a vari festival internazionali, tra cui la Settimana internazionale della critica di Cannes.
Forte dell'attenzione ricevuta da Gli occhi del testimone, Waller fa seguire nel 1997 quello che è per lui un progetto di lunga data, Un lupo mannaro americano a Parigi, sequel del cult del 1981, che però si rivela un flop, arrivando a malapena a coprire i propri costi di produzione e venendo nettamente bocciato dalla critica nel confronto col predecessore.
La carriera di Waller non si riprenderà mai da questo insuccesso: il suo film successivo, il thriller con Bill Pullman The Guilty - Il colpevole (2000), esce direttamente in home video; il film biografico su Jurij Gagarin che stava preparando, e a cui il governo russo aveva già garantito l'accesso a siti precedentemente inaccessibili come il cosmodromo di Bajkonur, viene accantonato e vede la luce nel 2013 sotto forma della produzione locale Gagarin - Primo nello spazio, dove Weller risulta solo come produttore creativo e regista di seconda unità; infine, l'horror Nine Miles Down, annunciato nel 2002 con protagonista Val Kilmer e un budget di 22 milioni di dollari, esce direttamente in home video nel 2009 come film a basso costo e senza star di sorta nel cast. Per oltre un decennio, l'ultima regia di Waller sarà un docudrama del 2010 sul singolaritanismo. Torna dietro alla macchina da presa nel 2023 dirigendo l'horror Piper, con Elizabeth Hurley.

## Filmografia

### Regista
- When the Rain Stops – cortometraggio (1981)
- Gli occhi del testimone (Mute Witness) (1995)
- Un lupo mannaro americano a Parigi (An American Werewolf in Paris) (1997)
- The Guilty - Il colpevole (The Guilty) (2000)
- Nine Miles Down (2009)
- The Singularity Is Near – documentario (2010)
- Piper (2023)

### Sceneggiatore
- When the Rain Stops – cortometraggio (1981)
- Gli occhi del testimone (Mute Witness) (1995)
- Un lupo mannaro americano a Parigi (An American Werewolf in Paris) (1997)
- Nine Miles Down (2009)
- Piper (2023)

### Produttore
- Gli occhi del testimone (Mute Witness) (1995)
- Un lupo mannaro americano a Parigi (An American Werewolf in Paris) (1997) – produttore esecutivo
- The Guilty - Il colpevole (The Guilty) (2000) – produttore esecutivo
- Il mio amico vampiro (The Little Vampire), regia di Uli Edel (2000) – produttore esecutivo
- Nine Miles Down (2009)
- Piper (2023)

### Montatore
- The Singularity Is Near – documentario (2010)
- Piper (2023)

### Attore
- Nine Miles Down (2009)